# Хоэнбергер, Роберт
Роберт Карл Хоэнбергер (англ. Robert Carl Hohenberger; 1943 — 31 мая 1978) — американский преступник, который был основным подозреваемым в совершении серийных убийств молодых девушек и молодого парня на территории штата Луизиана, совершенных в начале 1978 года. К расследованию убийств было привлечено ФБР, благодаря чему Хоэнбергер был объявлен в национальный розыск.

## Биография
О ранних годах жизни Роберта Карла Хоэнбергера известно мало. Известно, что Хоэнбергер родился в 1943 году на территории штата Индиана. Через несколько лет после его рождения его семья покинула пределы штата Индиана и переехала на территорию штата Калифорния, где остановилась в округе Риверсайд. В середине 1960-х после знакомства с шерифом округа Риверсайд Роберт Хоэнбергер стал сотрудником вспомогательной полиции на добровольной и неоплачиваемой основе. В его обязанности входило патрулирование улиц в свободное от его основной работы время и контроль над обеспечением прав граждан и общественного порядка. Используя свое служебное положение, он стал совершать нападения на девушек и женщин и вести криминальный образ жизни. В 1966 году он был арестован по обвинению в нападении на женщину, в ходе которого она под угрозой оружия была изнасилована. Хоэнбергер был осужден,  но часть обвинений была с него снята, после того как было достигнуто соглашение о примирении сторон в связи с заявлением его жертвы, которая заявила, что Роберт загладил вред, причиненный ей им, в связи с чем Хоэнбергер получил в качестве наказания незначительный срок лишения свободы и вышел на свободу в 1968 году. Он покинул территорию округа Риверсайд и переехал на территорию округа Ориндж. В 1971 году он был арестован в городе Лагуна-Бич (Калифорния) по обвинению в похищении двух девушек с угрозой применения оружия, после чего был признан виновным и осужден, получив в качестве наказания пожизненное лишение свободы с правом подачи ходатайства на условно-досрочное освобождение по отбытии 6 месяцев лишения свободы. Роберт Хоэнбергер отбывал наказание в тюрьме Сан-Квентин. К 1974 году он не имел нарушений установленного порядка отбывания наказания, благодаря чему был переведен на облегченные условия содержания. 12 апреля 1974 года он совершил побег из пенитенциарного учреждения. После совершения побега он напал на 20-летнего Ричарда Дебуа и его жену, после чего вынудил их под угрозой оружия отвезти его в город Модесто, где проживал его друг. Не найдя его место жительства, Хоэнбергер потребовал заложников отвезти его в город Лос-Баньос (округ Сан-Хоакин). Во время остановки на одной из АЗС, расположенной рядом с межштатной автомагистралью I-5, Дебуа и его жена сумели сбежать от Роберта Хоэнбергера и заявили об этом в полицию. В ходе розыскных действий через несколько часов Хоэнбергер был обнаружен и  арестован. Он был экстрадирован обратно в округ Марин, где он был впоследствии осужден по обвинению в совершении побега. Тем не менее, в августе 1977 года он получил условно-досрочное освобождение и вышел на свободу. Роберт снова вернулся в округ Риверсайд, где, испытывая материальные трудности, снова начал вести криминальный образ жизни. В октябре того же года он похитил девушку на территории города Палм-Дезерт, после чего избил и изнасиловал ее. Жертва осталась жива и заявила о преступлении в полицию. В последующие месяцы жертва идентифицировала Хоэнбергера в качестве преступника на предъявленных ей фотографий сексуальных преступников, на основании чего Хоэнбергер был объявлен в розыск. Узнав об этом, Роберт Хоэнбергер в январе 1978 года покинул территорию штата Калифорния и сумел скрыться

## Серия убийств
В январе 1978 года Хоэнбергер появился на территории штата Луизиана. Он остановился в небольшом городе Байу Виста, где, используя псевдоним Фрэнк Генри Грин, нашел жилье и работу в компании R & M Service Inc., поставляющей сварочное оборудование. Свободное от работы время Роберт Хоэнбергер проводил в соседнем городе Морган-Сити, где с марта по май того же года пропали без вести как минимум четыре  девушки и один парень. Первой пропавшей без вести девушкой стала 16-летняя Мэри Ли Родерманд, которая исчезла 2 марта 1978 года, после того как отправилась в магазин за покупками. Через несколько часов после исчезновения девушки ее родителям позвонил похититель и потребовал 5000 долларов в качестве выкупа. В качестве подтверждения доказательств своих намерений неизвестный позволил Мэри Родерманд совершить звонок своим родителям, во время которого девушка подтвердила информацию о своем похищении. Родители Мэри Родерманд обратились в полицию, однако преступник больше не вышел на связь и его местонахождение, как и местонахождение похищенной, установить впоследствии так и не удалось
27 апреля того же года во время ограбления магазина в городе Морган-Сити, пропали без вести 19-летняя Бриджит Кентрелл Санс и 17-летний Гордон Канелла. Автомобиль парня и его пачка сигарет были обнаружены на парковке магазина. Во время осмотра помещений магазина полицией были обнаружены сумочка пропавшей девушки, а также недокуренная сигарета. 11 мая того же года пропали без вести 15-летняя Джуди Адамс и 14-летняя Берта Гулд после посещения ярмарки возле школы Central Catholic High School в городе Морган-Сити. Первоначально девушки считались сбежавшими из дома, но дальнейшее расследование установило, что перед исчезновением девушки сели в машину, за рулем которого находился белый мужчина. С помощью результатов проверки регистрационного номерного знака автомобиля полиция идентифицировала неизвестного как Фрэнка Грина, который на основании результатов дактилоскопической экспертизы был впоследствии идентифицирован как Роберт Хоэнбергер. В ходе расследования полиция допросила соседа Хоэнбергера, 38-летнего Сиднея Харриса, который после допроса связался с Хоэнбергером и рассказал ему о предстоящем аресте, после чего Роберт покинул город и сумел скрыться. Впоследствии Харрис был арестован и ему было предъявлено обвинение в укрывательстве преступника. 26 мая того же года в одном из канализационных колодцев города Байу Виста, недалеко от места, где работал Хоэнбергер, были обнаружены тела двух девушек со специфическим признаком удушения — странгуляционной борозды. Убитые были идентифицированы как Бриджет Санс и 15-летняя Джуди Адамс. Тела девушек были связаны. На следующий день за пределами города на одном из полей было обнаружено тело Гордона Канеллы. На трупе Канеллы осталась веревка, туго обвязанная вокруг его шеи, оставившая странгуляционную борозду. После этого полицией с целью обнаружения тел других пропавших без вести подростков была проведена поисковая операция с участием правоохранительных органов, волонтеров, которые обследовали заброшенные здания, поля и леса, канализационные коллекторы. С помощью водолазов были обследованы близлежащие реки и местные болота, но поисковая операция оказалась безрезультатной. Тем не менее Роберт Хоэнбергер был объявлен в национальный розыск.

## Смерть
Роберт Хоэнбергер был обнаружен полицией 31 мая 1978 года на территории города Такома, (штат Вашингтон), после того как он попытался продать автомобиль, находящийся в розыске. Во время попытки задержания четырьмя сотрудниками правоохранительных органов, одетыми в штатское, Хоэнбергер оказал яростное сопротивление, после чего выстрелил себе в голову из пистолета 22-го калибра. Он был доставлен в больницу «St. Joseph's Hospital», где ему была сделана операция на головном мозге, но в тот же день через несколько часов после операции из-за осложнений он умер. Инцидент был впоследствии признан самоубийством.
Во время расследования было установлено, что Хоэнбергер находился в Такоме с 23 мая, используя псевдоним Фрэнк Харрис, и был занят поиском работы. В ходе осмотра его съемной квартиры было обнаружено ружье 22-го калибра и несколько ножей. На основании этого Хоэнбергер попал в число подозреваемых в совершении похищения и убийств еще 3 молодых людей, в отношении которых преступник продемонстрировал схожий образ действия. Двое подростков были обнаружены застреленными из пистолета 22-го калибра на территории города Бока-Ратон (штат Флорида) в начале 1978 года, еще один был похищен на территории штата Джорджия. После смерти Хоэнбергера была проведена судебно-баллистическая экспертиза его пистолета и гильз, найденных на месте убийства подростков в Бока-Ратон, на основании результатов которой доказательств причастности Роберта Хоэнбергера к этим убийствам найдено не было.